# Льеван
Льева́н (фр. Liévans) — коммуна во Франции, находится в регионе Франш-Конте. Департамент — Верхняя Сона. Входит в состав кантона Норуа-ле-Бур. Округ коммуны — Везуль.
Код INSEE коммуны — 70303.

## География
Коммуна расположена приблизительно в 330 км к юго-востоку от Парижа, в 55 км северо-восточнее Безансона, в 15 км к востоку от Везуля.

## Население
Население коммуны на 2010 год составляло 131 человек.
| 1962 | 1968 | 1975 | 1982 | 1990 | 1999 | 2010 |
| ---- | ---- | ---- | ---- | ---- | ---- | ---- |
| 77   | 87   | 82   | 70   | 82   | 110  | 131  |

## Экономика

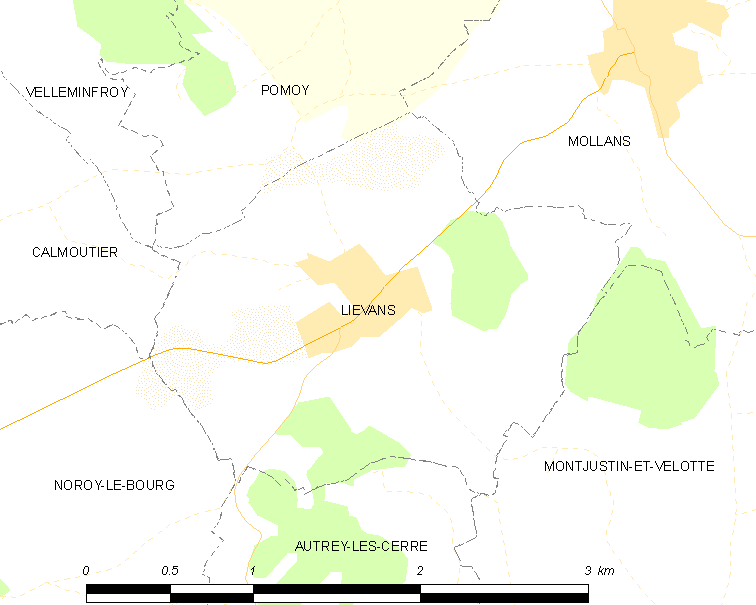
Карта коммуны

В 2010 году среди 82 человек трудоспособного возраста (15—64 лет) 63 были экономически активными, 19 — неактивными (показатель активности — 76,8 %, в 1999 году было 67,7 %). Из 63 активных жителей работали 61 человек (32 мужчины и 29 женщин), безработными было 2 (1 мужчина и 1 женщина). Среди 19 неактивных 8 человек были учениками или студентами, 4 — пенсионерами, 7 были неактивными по другим причинам.